# ژو لین
ژو لین (انگلیسی: Zhou Lin؛ زادهٔ ۴ فوریهٔ ۱۹۸۱) بازیکن سابق و مربی فوتبال اهل چین است.
از باشگاه‌هایی که در آن بازی کرده است می‌توان به باشگاه فوتبال گوانگژو و باشگاه فوتبال چونگ‌کینگ دنگ‌دای لیفان اشاره کرد.